# Kamerunomus hirsutipes
Kamerunomus hirsutipes är en mångfotingart som beskrevs av Karl Wilhelm Verhoeff 1938. Kamerunomus hirsutipes ingår i släktet Kamerunomus och familjen Oxydesmidae. Inga underarter finns listade i Catalogue of Life.